# 白花地胆草
白花地胆草（学名：Elephantopus tomentosus）为菊科地胆草属的植物。分布在热带、台湾岛以及中国大陆的福建、广东等地，一般生于山坡旷野、路边及灌丛中，目前尚未由人工引种栽培。

## 别名
牛舌草（海南）

## 外部連結
- 白花地膽草, Baihuadidancao （页面存档备份，存于） 藥用植物圖像數據庫 (香港浸會大學中醫藥學院) （繁體中文）（英文）